# Typhonium watanabei
Typhonium watanabei là một loài thực vật có hoa trong họ Ráy (Araceae). Loài này được J.Murata, Sookch. & Hett. mô tả khoa học đầu tiên năm 2002.